# Aeroportul Xiangyang Liuji
Aeroportul Xiangyang Liuji (IATA: XFN, ICAO: ZHXF) este un aeroport din Hubei, Republica Populară Chineză ce deservește zona Xiangyang⁠(d). Aeroportul a fost tranzitat în 2022 de 1.133.075 de pasageri. A fost numit după zona deservită.
Aeroportul dispune de o singură pistă.